# 紀伊水道
| 33°58′9″N 134°52′18″E / 33.96917°N 134.87167°E                |
| 大阪灣 播磨灘 四國 紀伊半島 淡路島 紀伊水道 紀淡海峽 鳴門海峽 |
| 陸地衛星7號於2010年拍攝的紀伊水道空照圖                       |

紀伊水道（日语：／ Kii suidō */?）是位於日本紀伊半島西南部、四國東部與淡路島所包圍的海峽。西北邊為鳴門海峽，東北邊為紀淡海峽，其東西寬度與南北長度均約50km。因紀伊水道介於瀨戶內海與太平洋之間，是自大阪及神戶等地前往太平洋的重要水道。

## 流入紀伊水道的主要河川
- 和歌山縣

紀之川、有田川
- 德島縣

吉野川、那賀川

## 主要島嶼
- 沼島
- 伊島